# Sandhof (Wuppertal)
Sandhof, im 19. Jahrhundert auch Am Sandplatz genannt, ist eine Ortslage in der bergischen Großstadt Wuppertal.

## Lage und Beschreibung
Die Ortslage liegt im Wohnquartier Grifflenberg im Stadtbezirk Elberfeld auf einer Höhe von 261 m ü. NHN in der Nähe der Bergischen Universität Wuppertal. Auf dem ursprünglichen Siedlungsplatz befindet sich heute ein Kreisverkehr.
Benachbarte Ortslagen sind Böhler Hof, Im Ostersiepen, Freudenberg, Uellenberg, Hinterm Holz/Vorm Holz, Distelbeck, Friedenshain und Hatzenbeck.

## Geschichte
Auf der Topographischen Aufnahme der Rheinlande von 1824 ist der Ort als Am Sandplatz verzeichnet, auf der Preußischen Uraufnahme von 1843 trägt der Ort dagegen den Namen Zum Husaren, was auf die dort zu dieser Zeit ansässige Gaststätte hinweist. Auf Messtischblättern des frühen 20. Jahrhunderts und zeitgenössischen Stadtplänen heißt der Ort zeitgleich Sandhof und Am Sandplatz, erst ab Mitte des 20. Jahrhunderts wird der Ort ausschließlich Sandhof genannt.
1815/16 besaß der Ort 20 Einwohner. Laut der Topographisch-statistischen Beschreibung der Königlich Preußischen Rheinprovinz von 1830 lebten 20 Einwohner in Sandplatz. 1832 gehörte der Ort zur Fuhrter Rotte des ländlichen Außenbezirks des Kirchspiels und der Stadt Elberfeld. Der laut der Statistik und Topographie des Regierungsbezirks Düsseldorf als Wirtshaus kategorisierte Ort wurde als aufm Sandplatz bezeichnet und besaß zu dieser Zeit ein Wohnhaus. Zu dieser Zeit lebten 20 Einwohner im Ort, alle evangelischen Glaubens.
Bereits Anfang des 19. Jahrhunderts war Sandhof Kreuzungspunkt mehrerer Straßen, die Anfang der 1990er Jahre zu einem Kreisverkehr umgebaut wurde. Eine davon war die Verbindungsstraße von Elberfeld über Freudenberg, Dorn und Monschau nach Ronsdorf, die in den 1740er Jahren als Teil der Straßenverbindung Werden – Elberfeld – Ronsdorf – Lüttringhausen – Lennep ausgebaut wurde. Eine Straßenbahnlinie berührte von den 1920er bis in die 1970er Jahre den Ort, der ab Beginn des 20. Jahrhunderts zunehmend seine Eigenständigkeit verlor und in die sich ausbreitende Wohnbebauung Elberfelds aufging.